# أكرم الصلوي
أكرم الصلوي (مواليد 8 سبتمبر 1986 في اليمن) لاعب كرة قدم يمني ينتمي حاليا لنادي الهلال الساحلي اليمني ويجيد اللعب في مركز المهاجم. كان ضمن منتخب اليمن تحت 17 سنة المشارك في بطولة كأس العالم للناشئين 2003 التي أقيمت في فنلندا.

## الإنجازات

### النادي
الهلال الساحلي
- الدوري اليمني: 1

2008-2009

### المنتخب
- اليمن تحت 17 سنة
  - كأس العالم لكرة القدم تحت 17 سنة
    - دور المجموعات: 2003

  - بطولة آسيا لكرة القدم للناشئين تحت 16 سنة
    - الوصيف: 2002

## وصلات خارجية
1. ↑  "معلومات عن أكرم الصلوي على موقع national-football-teams.com". national-football-teams.com. مؤرشف من الأصل في 2020-03-14.

- أكرم الصلوي على موقع قاعدة بيانات كرة القدم.إي يو (الإنجليزية)
- أكرم الصلوي على موقع ناشيونال فوتبول تيمز (الإنجليزية)